# داودا گویندو
داودا گویندو (انگلیسی: Daouda Guindo؛ زادهٔ ۱۴ اکتبر ۲۰۰۲) بازیکن فوتبال اهل مالی است.
وی همچنین در تیم ملی فوتبال مالی بازی کرده است.